# Cyclotourisme
 (décembre 2022).
Si vous disposez d'ouvrages ou d'articles de référence ou si vous connaissez des sites web de qualité traitant du thème abordé ici, merci de compléter l'article en donnant les références utiles à sa vérifiabilité et en les liant à la section « Notes et références ».

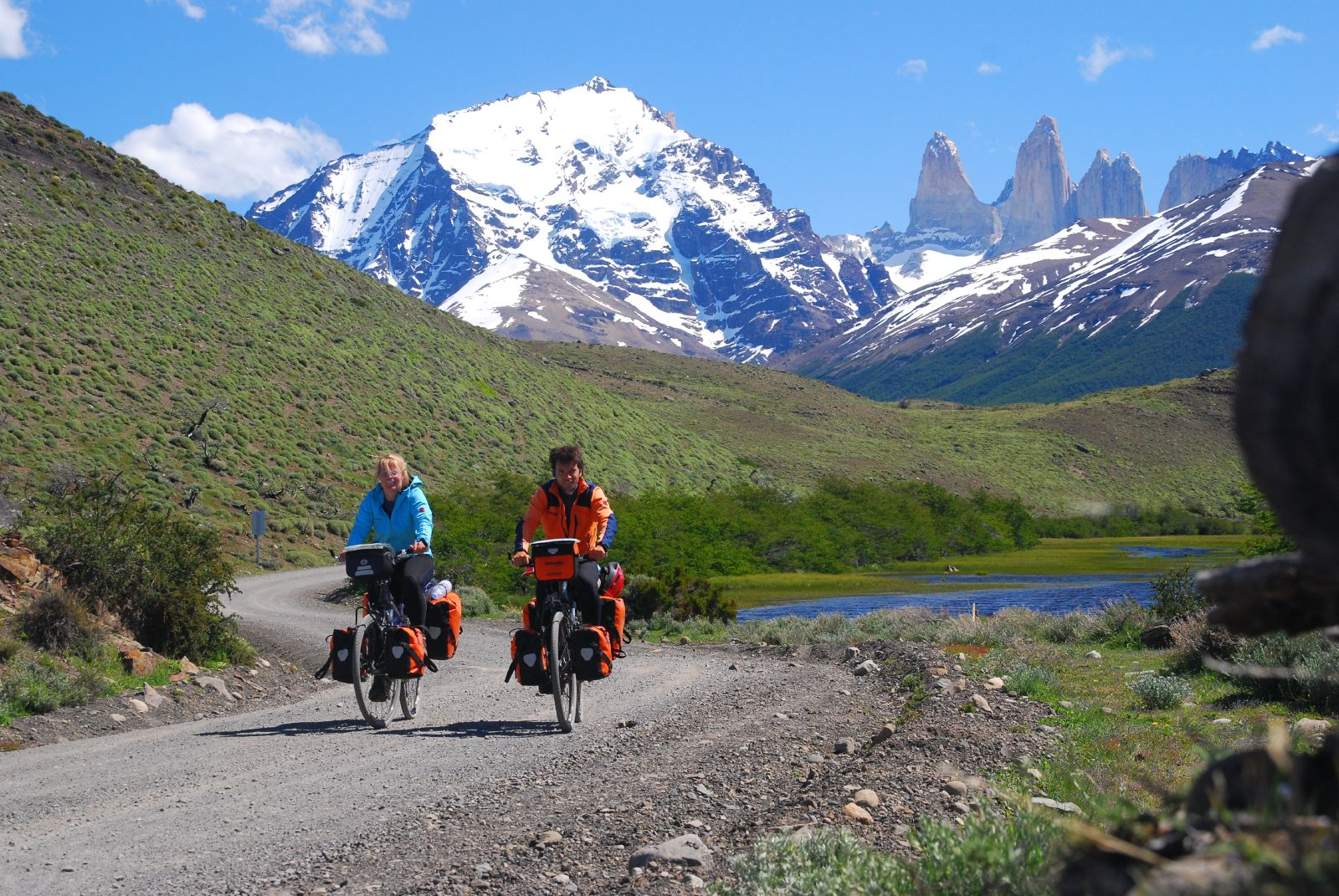
Cyclotourisme en Patagonie chilienne.

Le cyclotourisme est le tourisme à bicyclette. C’est une activité de loisirs qui est originellement très éloignée de toute pratique compétitive. Sa forme légère et minimaliste est appelée le bikepacking et nécessite l'utilisation d'un équipement particulier.
Celui qui pratique cette activité est un cyclotouriste.
Le cyclotourisme consiste à découvrir des sites, des paysages, des lieux où aller à la rencontre des populations en utilisant le vélo comme moyen de locomotion.

## Formes de cyclotourisme
Le cyclotourisme peut se décliner, selon la distance couverte, la durée du voyage et le type de matériel embarqué.
La randonnée consiste en un trajet d'une journée ou d'une demi journée (le cyclotouriste pouvant alors aussi être appelé randonneur cycliste, la tendance étant ici plus sportive). Il ne nécessite pas de matériel particulier, à part de quoi réparer une crevaison, de quoi boire et manger.

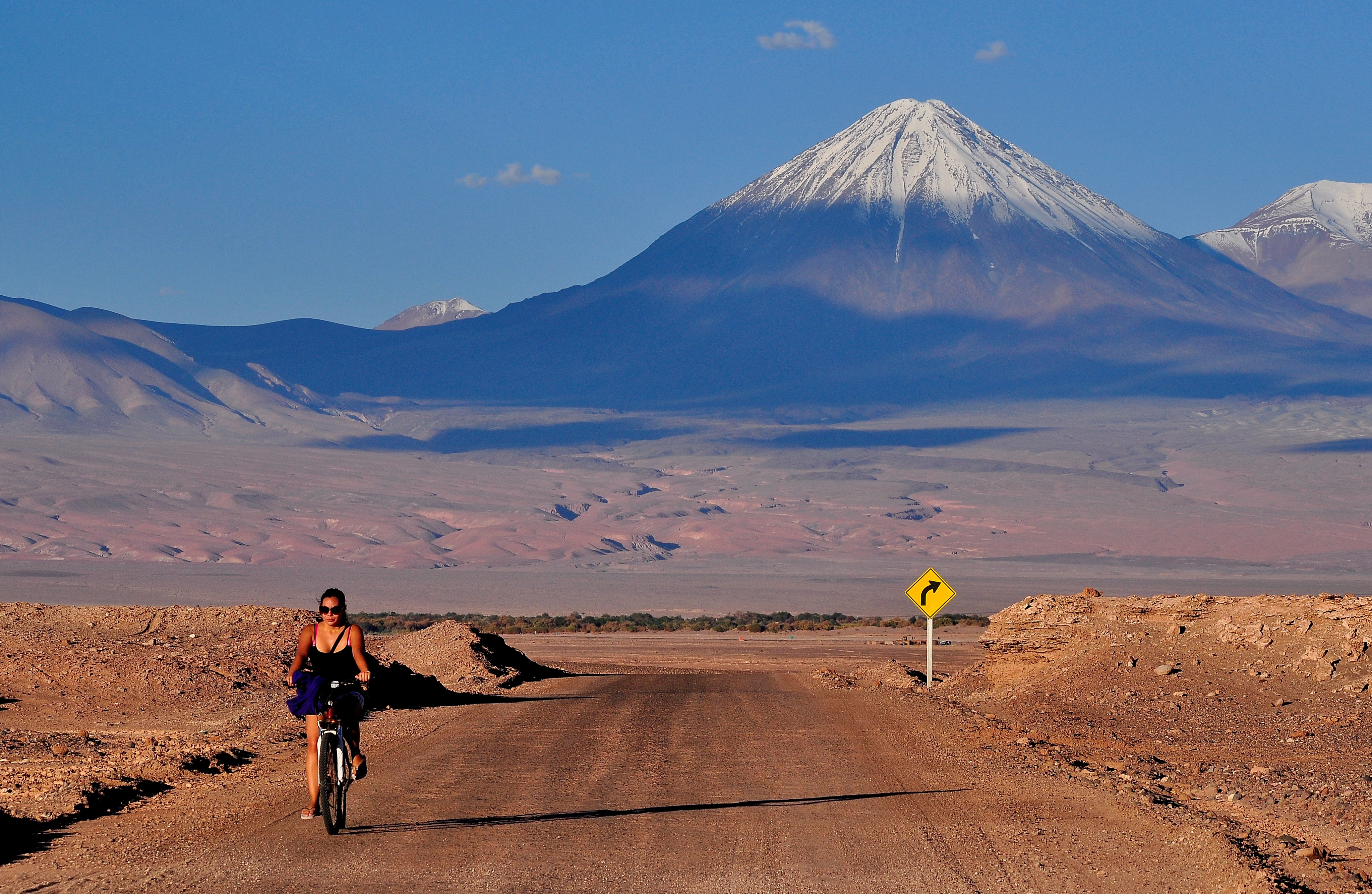
Cyclotouriste dans le désert d'Atacama, au pied du volcan Licancabur.

La longue randonnée permet de faire une boucle de plusieurs centaines de kilomètres avec un équipement de camping (cas du cyclo-campeur) et de réparation plus complet. Des vêtements spéciaux sont aussi à prévoir, pour faire face aux aléas météorologiques. On peut ainsi faire le tour d'un pays au plus près de ses frontières, ou rallier une ville distante en traversant un ou plusieurs pays. On peut aller jusqu'à faire le tour du monde à bicyclette, en prévoyant un matériel important pour pouvoir notamment réparer (presque) tout type d'avarie en toutes circonstances.
Les brevets Audax cyclistes permettent de parcourir de longues distances (à partir de 100 km) en groupe et à une vitesse régulée par des capitaines de route.
En France et en Europe continentale (EuroVélo), un réseau de voies réservées, appelées véloroutes ou voies vertes, est en cours de mise en place pour faciliter les liaisons interurbaines à l'intention des cyclotouristes. Ces voies sont spécialement aménagées pour la pratique du vélo à l'écart des grands flux de circulation motorisée, tout en empruntant des itinéraires touristiques et en donnant accès à des équipements dédiés au tourisme : zones de loisirs, campings, hébergements, commerces…
Les retombées économiques de cette pratique paraissent suffisantes aux collectivités locales pour qu'elles investissent dans le développement de ce type d'équipements, notamment sous l'impulsion des associations d'usagers.

## Catégories de cyclotouristes
Suivant le parcours choisi, la finalité recherchée et l'équipement adopté, les adeptes peuvent être classés comme cyclocampeur, cyclonomade, cyclosportif, vététiste, bikepackeur ou graveliste.

## Histoire

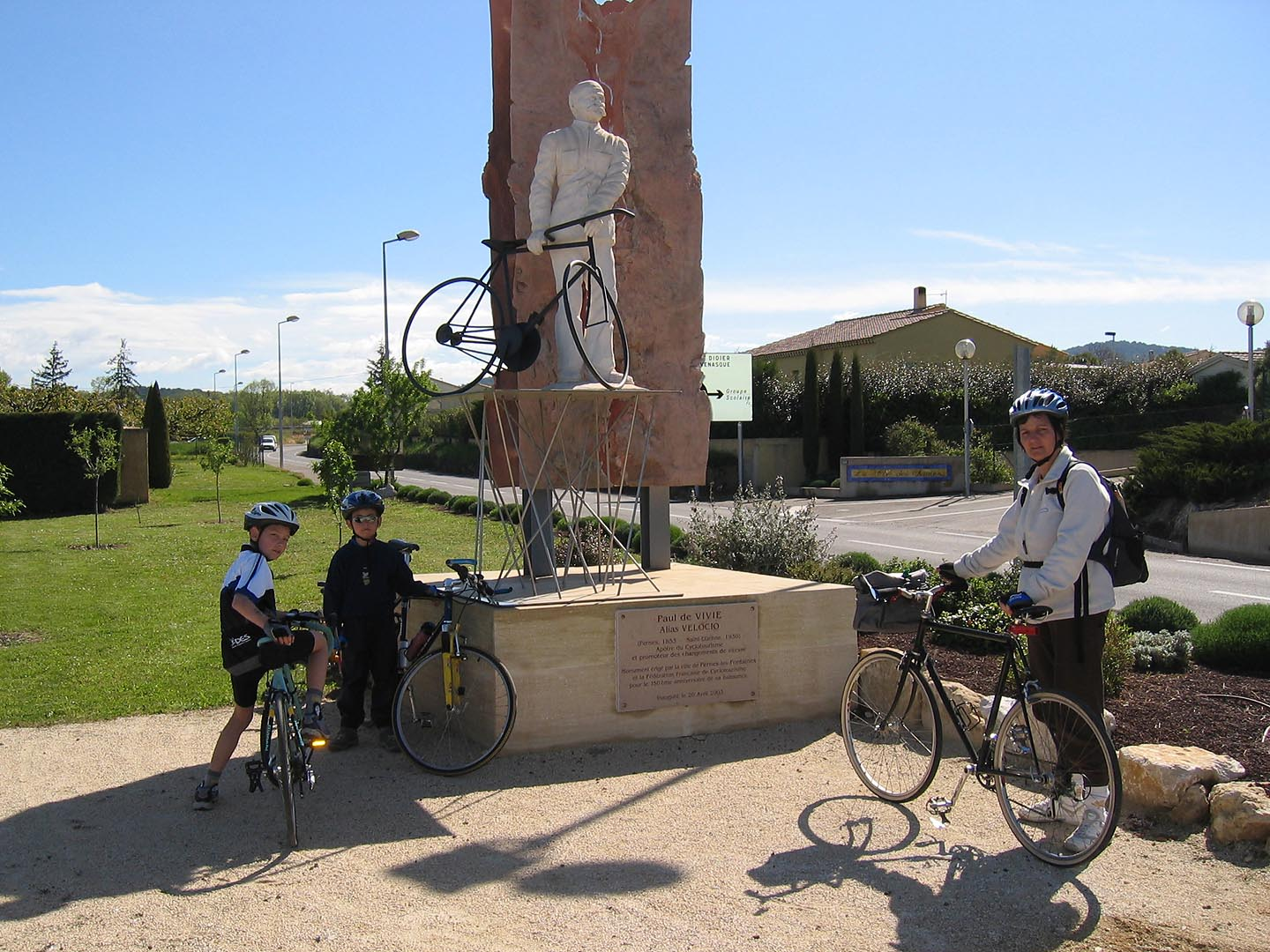
Disciples de Vélocio devant son monument à Pernes-les-Fontaines, sa ville natale

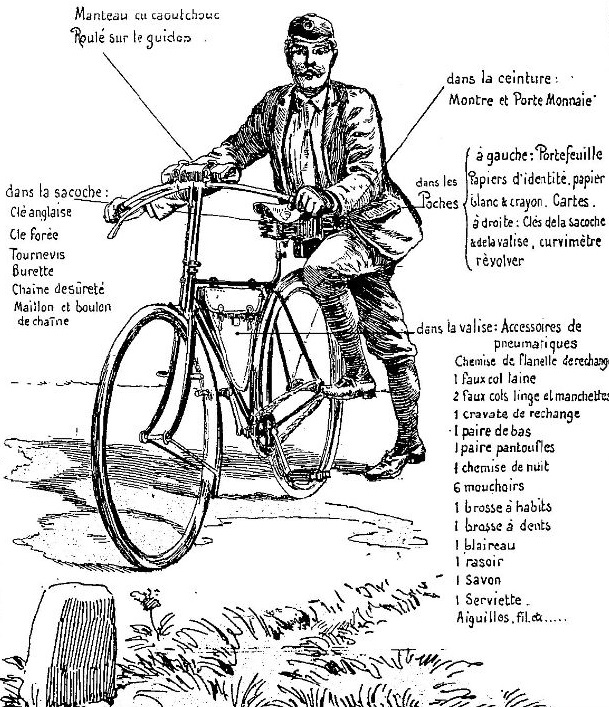
Le parfait cyclotouriste de 1893.

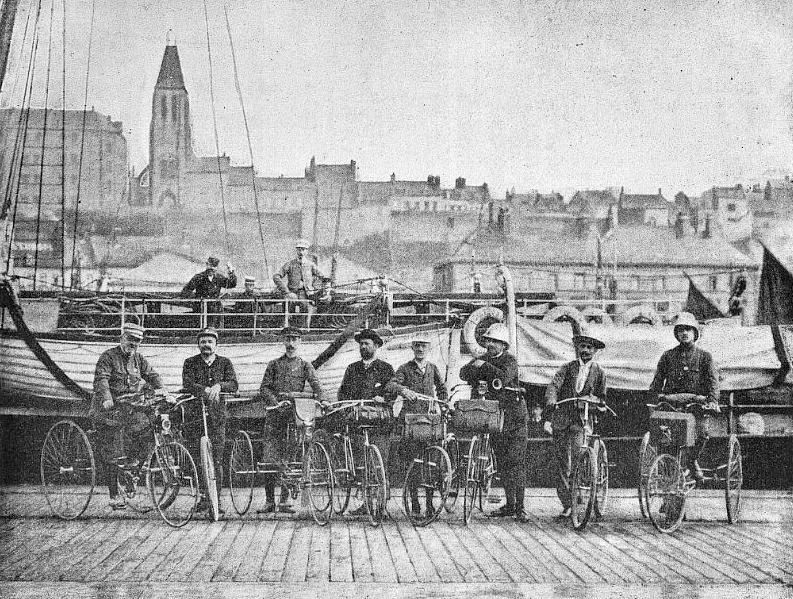
Départ pour l'Angleterre de la deuxième caravane du Docteur Vélo (1892).

Paul de Vivie plus connu sous son pseudonyme littéraire, Vélocio est sans doute un personnage incontournable du cyclotourisme. À la fois théoricien et organisateur, on le voit sur les vélocipèdes des frères Gauthier à Saint-Étienne dès 1881, avant d'être l'un des premiers utilisateurs des vélos dits de sécurité.
La revue Le Véloce-sport, fondée en 1885, publie notamment des circuits de randonnées à vélo. On peut lire par exemple en 1889 le descriptif d'un parcours entre l'Aude et les Pyrénées-Orientales, allant de Quillan à Caudiès-de-Fenouillèdes. Bien que décrit comme pittoresque, le trajet exige, avec les vélos de l'époque, de descendre fréquemment de selle.
En 1896 commencent à se former dans la région de Saint-Étienne des rassemblements des premiers fervents (plutôt des hommes, en général des notables, mais il arrivait qu'une femme puisse y participer). Ces pionniers fondèrent l'École Stéphanoise. Débutent alors les premiers excursions (Lyon-Nice en moins de 24 heures).
Certains recherchent alors une forme d'hygiène de vie, relativement stricte pour l'époque, préconisant certains interdits alimentaires… Ceci est loin d'être partagé par tous les disciples de l'École Stéphanoise, qui cependant suivent dans l'ensemble quelques principes, fruits de la longue expérience du fondateur. Ils sont connus depuis 1930 comme les sept commandements de Vélocio.
C'est ainsi qu'à Saint-Étienne, le vélo fut le sport le plus populaire jusqu'à l'émergence de l'AS Saint-Étienne… bien que chaque année, une course portant son nom, la Montée Vélocio, réunisse un millier de cyclistes, partant de la ville pour monter au col de la République (ou col du Grand Bois).

## Équipement

### Types de vélos

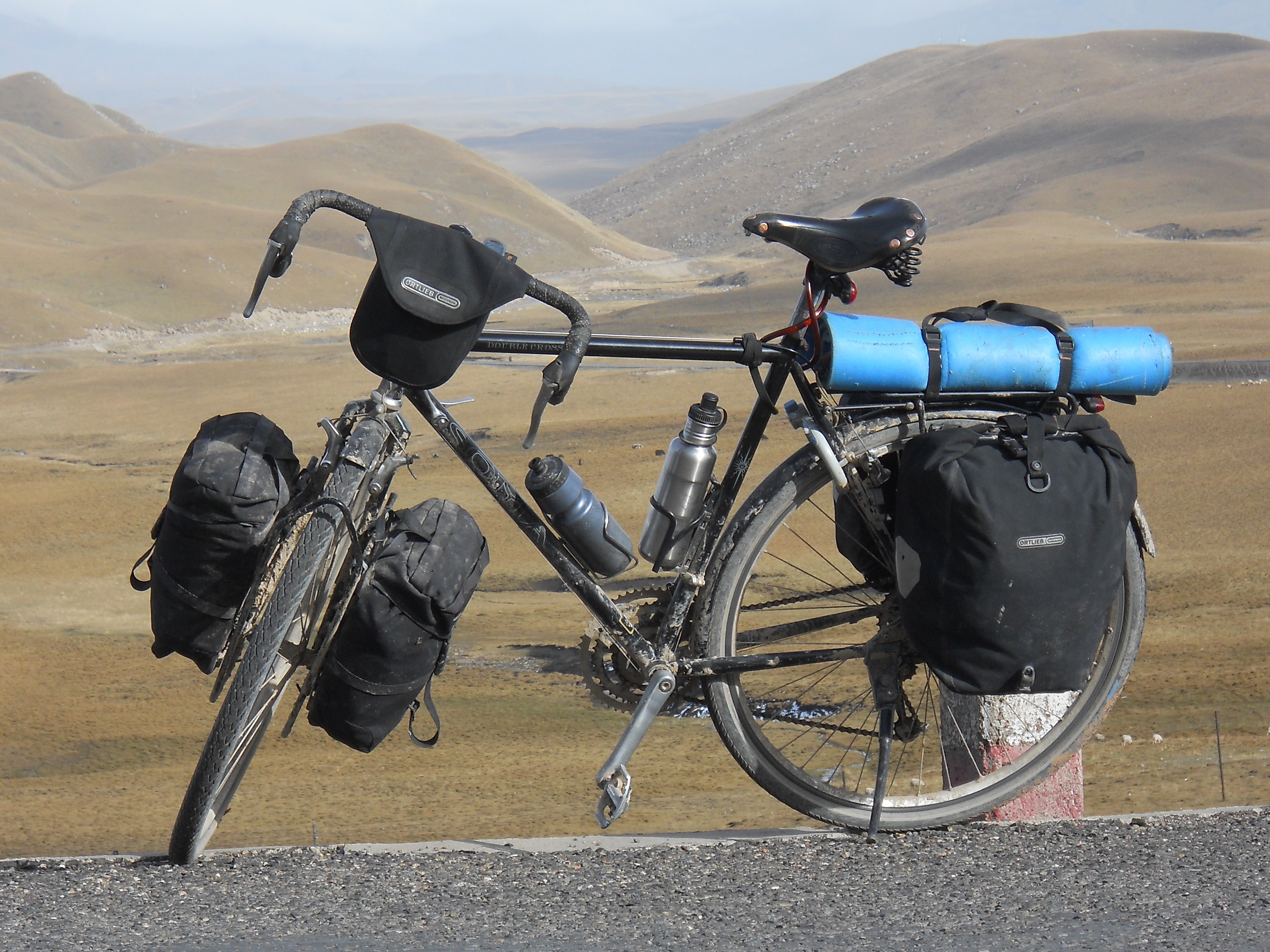
Un vélo équipé pour le cyclotourisme

Le vélo en tant que machine est bien sûr au centre des préoccupations matérielles du cyclotouriste. Il doit être robuste pour soutenir le poids des bagages et supporter les aléas du voyage. Il doit aussi être sûr et confortable. La selle et la position corporelle du cycliste sont à soigner tout particulièrement afin d'éviter que les longues heures passées à pédaler ne tournent au calvaire.
- Randonneuse : les puristes et les plus conservateurs sont fidèles à un modèle éprouvé appelé « randonneuse ». Avec leurs roues de 650b[4], ces machines sont particulièrement fiables et robustes (cadre tubes acier de très haute qualité[5]), souvent fabriquées sur mesure, avec tout un détail d'équipements destinés à faciliter la vie sur la route, par tous les temps : garde-boue en duralumin, porte-sacoches (porte-bagages) en tubes d'acier légers, moyeux aux roulements très doux, selle en cuir, sacoche de guidon, larges sacoches surbaissées pour le camping, et de nombreux filetages répartis sur le vélo permet de fixer les sacs/ustensiles et porte bagages. Contrairement aux apparences, de telles bicyclettes peuvent être remarquablement légères : 10 à 11 kg à vide.

- Gravel : vélo hybride combinant des caractéristiques du vélo de route et du vélo tout-terrain. À l'instar des vélos de route traditionnels, à l'anglicisme Gravel bike on préfère plutôt parler de vélo de route tout-terrain ou de vélo toute-route, puisqu'il s'utilise aussi bien sur des routes asphaltées ou lisses que sur des routes caillouteuses ou accidentées.

- Vélo couché : de plus en plus de cyclotouristes se tournent vers le vélo couché, qui offre un meilleur rendement, notamment en pleine charge (son aérodynamisme est meilleur, sa stabilité aussi, le centre de gravité étant plus bas). Certains choisissent plutôt le tricycle couché (dit trike) pour son confort et sa stabilité. Ces véhicules bas sur roues ont toutefois du mal à trouver leur place dans la circulation automobile. Ils sont plus populaires dans les pays nordiques, où ils disposent d'un vaste réseau de pistes cyclables.

- Tandem : le tandem (vélo à deux places et à deux pédaliers) est volontiers associé dans notre imaginaire collectif aux premiers congés payés. Bien que rare aujourd'hui, il a encore de fervents adeptes parmi les cyclotouristes. Symbole du couple uni dans l'effort, il permet d'économiser ses forces contre le vent et les frottements de la route dans une proximité propice à la conversation. Il permet aussi de faire découvrir à une personne plus faible ou moins assurée les joies de la randonnée cycliste.

### Accessoires
Pour augmenter la charge utile que le cycliste pourra transporter, il peut être fait usage d'une remorque. Il en existe plusieurs types. Les remorques basses à une seule roue sont les plus légères et les plus maniables. Il est par contre fortement déconseillé de porter un sac-à-dos : c'est à la fois inconfortable et déstabilisant.
La discrétion et la faible vitesse du cyclotouriste (20 km/h en moyenne pour les plus entraînés) imposent un effort de signalement à l'attention des automobilistes qui partagent sa route, de jour comme de nuit, et il faut redoubler de vigilance par temps de pluie. Un fanion fluorescent sur le côté gauche (si on roule à droite) et le port de vêtements clairs ou fluorescents (gilet de haute visibilité) permettent d'augmenter la visibilité de l'équipage en journée. Un éclairage règlementaire (phare avant blanc ou jaune, feu arrière rouge), robuste et efficace, est indispensable même s'il n'est pas prévu de circuler de nuit. Il n'est pas rare en effet qu'une étape se prolonge de manière inattendue jusqu'au crépuscule. Les systèmes à « dynamo » (alternateur) entraînée par le pneu sont généralement préférés : simples et robustes, ils ont sur les lampes à piles le triple avantage d'être économiques, écologiques et toujours opérationnels, pas besoin de vérifier qu'on a une pile chargée, cependant ils ont quelques inconvénients :
- augmenter légèrement la puissance de pédalage nécessaire, à cause de la résistance générée sur le pneu ;
- s'éteindre à l'arrêt et parfois aussi par fortes pluies, la roulette de la dynamo glissant sur le pneu.

Il existe aussi des alternateurs intégrés aux moyeux, qui supportent mieux la pluie mais ne sont pas, sauf exceptions, débrayables. La présence de catadioptres est indispensable la nuit, non seulement à l'arrière, mais aussi sur les flancs. Des bandes fluorescentes sont également bienvenues sur les sacoches ou les vêtements. Ces systèmes passifs ne sauraient toutefois remplacer un système d'éclairage propre car ils ne sont visibles qu'à courte distance et seulement quand les phares de la voiture sont braqués sur le cycliste.
Le « cyclo-campeur » embarque une tente légère et robuste (canadienne, igloo, hamac de camping). Il lui faut aussi porter un sac de couchage et de quoi cuisiner (réchaud portatif, gamelles et autres petits ustensiles…). Le fait de voyager en groupe permet de partager certaines charges communes irréductibles (réchaud, tente…).

## Économie du cyclotourisme
Les cyclotouristes concentrent leurs dépenses sur les modalités d'hébergement et de restauration, avec une grande variété dans le confort recherché. Au total en France, les retombées économiques sont estimées à 4,6 milliards d'euros en 2018, pour 8,6 millions de voyages, correspondant à 34 000 emplois. Les acteurs publics et privés du secteur sont rassemblés dans l'association France Vélo Tourisme pour promouvoir la filière, notamment à travers le label « Accueil vélo » détenu en 2021 par 7 000 établissements.
Les premiers itinéraires européens, notamment le Danube à vélo (Donauradweg en allemand), ont vu se développer une économie dédiée avec des tours-opérateurs spécialisés, jusqu'à saturation par leurs clients des établissements d'hôtellerie-restauration. Pour permettre l'accès aux sites touristiques non desservis par les itinéraires principaux, des boucles connexes peuvent être mises en place comme pour les châteaux de la Loire autour de La Loire à vélo. Le cyclotourisme peut également être vu comme une façon de mettre en valeur des régions moins connues et moins fréquentées, comme en Espagne.

## Itinéraires notables en France

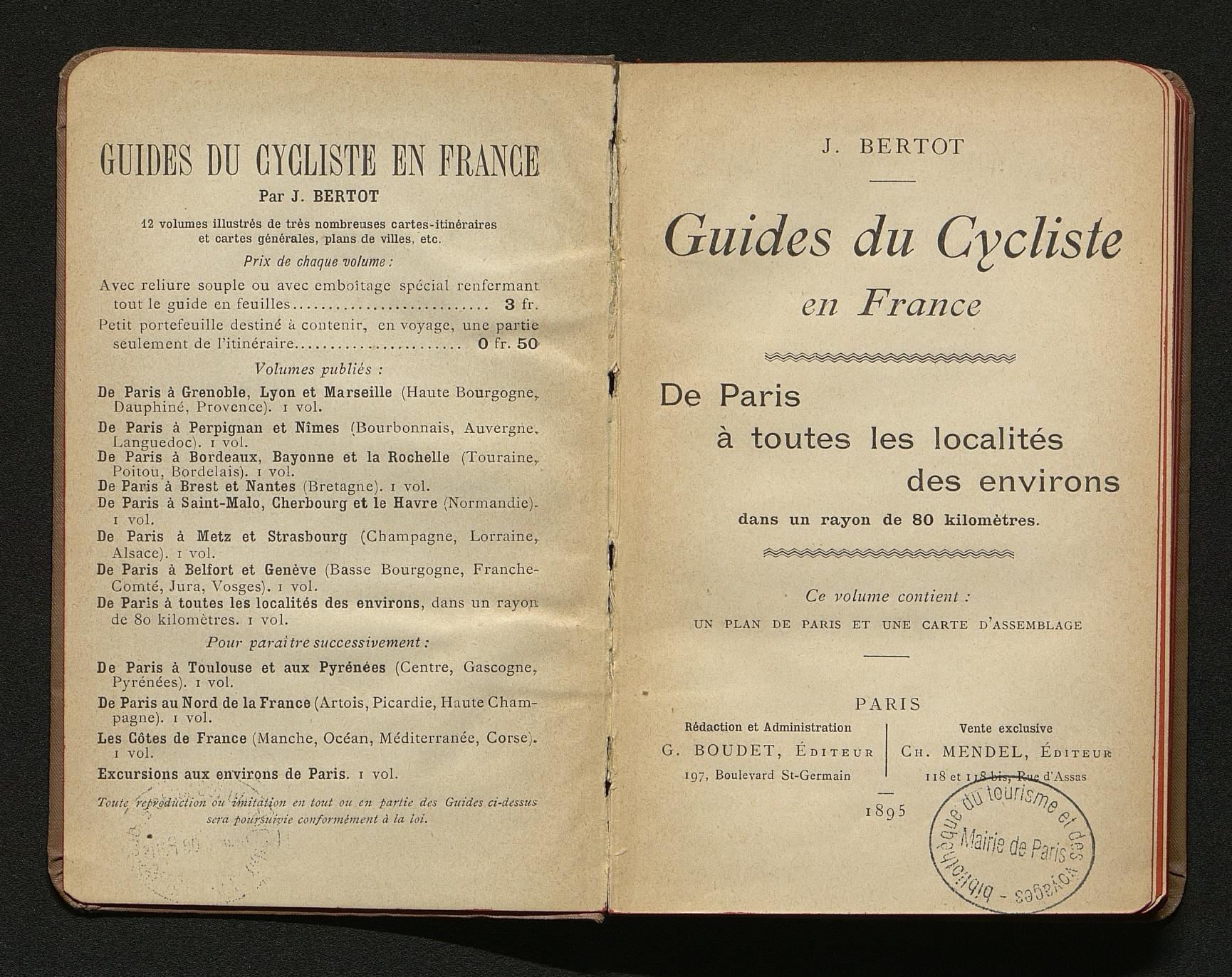
Entre 1867 et 1901, seuls trois ouvrages illustrés de photographies publiés en France sont des guides de tourisme à vélo : ceux de Maurice Martin, de Jean Bertot et de Houzaie et de Her.

- La Loire à vélo : itinéraire pour cyclo-voyageurs entraînés (prévoir de pédaler 60 km par jour) qui permet de découvrir des villes du Val de Loire au fil de l’une des traversées cyclistes les plus emblématiques
- La Vélodyssée : itinéraire vélo qui débute en Angleterre et se termine à la frontière espagnole. Cette véloroute de 1200 km peut être divisée en plusieurs parties :
  - De Nantes à Royan : un itinéraires de 8 jours comprenant 9 étapes courtes et quasiment plates ;
  - De Saint-Nazaire aux Sables d'Olonne : 3 jours de vélo sur une portion qui démarre au sud de la Bretagne à Saint-Brevin-Les-Pins et se termine aux Sables-d’Olonne en Vendée ;
  - De La Rochelle à Arcachon : ce circuit de 7 jours sans difficultés particulières est adapté aux familles et aux débutants.
- La Vélo Francette
- La ViaRhôna
- La Méditerranée à vélo
- Liste des voies vertes et des véloroutes de France

## Itinéraires notables à travers le monde
En Amérique du Nord, plus particulièrement au Québec, un vaste réseau de chemin de fer vétuste a fait place à de nombreuses pistes cyclables. La Route Verte comprend 5 000 km de pistes cyclables qui relient le Québec d'un bout à l'autre. De réels efforts sont faits pour favoriser l'expansion de ce sport.
Plusieurs publications comme Vélo Québec ou Géopleinair en font la promotion.
Aux États-Unis, l'association Adventure Cycling propose un réseau d'une vingtaine d'itinéraires pour découvrir le pays.
En Europe, la Fédération européenne des cyclistes coordonne un vaste programme de véloroutes, le réseau EuroVelo (70 000 km), très fréquenté.
Parmi les véloroutes mythiques on retrouve :
- Le Pamir et la Karakorum Highway ;
- La route de la Soie ;
- La Transamérique de l'Alaska à Ushuaïa.

## Cyclotouristes connus
- Paul de Vivie, a été l'éditeur pendant 43 ans du journal Le Cycliste, qu'il fonda en 1887. Végétarien, défenseur (entre autres) du moteur humain, de la polymultipliée (le nom du changement de vitesse à l'époque) il était en pleine forme physique lorsqu'il fut renversé par un tramway en sortant de chez lui. Sur sa table fut retrouvé le livre qu'il lisait (en texte original) : Lettres à Lucillius de Sénèque, ouvert sur une page où l'on pouvait lire : « la mort me suit et la vie m'échappe… si je sors : tu peux ne pas rentrer… en tout lieu, l'intervalle est court qui sépare la vie de la mort ».
- Thomas Stevens est le premier homme à effectuer un tour du monde à bicyclette (1884-1886).
- Lionel Brans, récit d'un raid à bicyclette de Paris à Saïgon en 1948-1949.
- Lucien Péraire, a voyagé grâce à son vélo et à la langue espéranto, de France jusqu'en Asie du Sud-Est en 1928-1932 En pratiquant aussi le Vélorail en Russie .
- Heinz Stücke, cyclotouriste allemand, a parcouru plus de 550 000 km à vélo dans 192 pays depuis 1960.
- Claude Marthaler, cyclotouriste suisse et auteur
- Annie Londonderry, une des premières personnes à faire le tour du monde à bicyclette, en 1894.